# Окінка Пампа
Окінка Пампа Каньїмпа,іноді називають Кандзімпа(померла у 1930 році), була королевою-жрицею Біджаго з Оранго, на островах Бісагос у Гвінеї-Бісао. Вона проживала в Ангагуме.
Королева Пампа Каньїмпа, член клану Окінка, змінила свого батька Банкаджапу як правителя острова. Близько 1910 року їй було доручено захищати предків острова та бути берегинею його традицій. Це був час, коли уряд Португалії готувався окупувати архіпелаг Бісагош як частину своїх територіальних претензій в Африці. Португалія розглядала острови як можливість розширити свої торгові порти та покращити економіку для португальських поселенців. Намагаючись зберегти мир, вона деякий час чинила опір їхнім кампаніям, перш ніж остаточно підписати з ними мирний договір. Водночас вона здійснила суспільні реформи, які розширили права жінок і покінчили з рабством. Окінка Пампа померла у 1930 році природною смертю; її спадок на сьогодні все ще відзначається на островах і на материку. Вона була останньою королевою народу Біджаго. Пампі Окінкі все ще поклоняються на всьому архіпелазі, її могилу можна відвідати.